# Willi Steffen
Willi Steffen (Berna, 17 de março de 1925 - 3 de maio de 2005) foi um futebolista suíço que atuava como defensor.

## Carreira
Willi Steffen fez parte do elenco da Seleção Suíça de Futebol, na Copa do Mundo de 1950 no Brasil.